# فرودگاه آبی دریاچه استیوارت
فرودگاه آبی دریاچه استیوارت (به انگلیسی: Stewart Lake Water Aerodrome) یک فرودگاه همگانی است که یک باند فرود آب دارد. این فرودگاه در کشور کانادا قرار دارد و در ارتفاع ۳۶۶ متری از سطح دریا واقع شده است.